# Boulaide-Moulin
Boulaide-Moulin (lb. Bauschelter Millen, niem. Bauschleidermühle) – mała miejscowość (lieu-dit) w północno-zachodnim Luksemburgu, w kantonie Wiltz, w gminie Boulaide. Do 3 października 2015 miejscowość leżała w dystrykcie Diekirch.  